# Béla III d'Hongria
Bela III (vers 1148 - 23 d'abril de 1196) va ser rei d'Hongria des de 1172 fins a la seva mort. Fou un dels monarques més poderosos d'Hongria, i el seu regnat es caracteritzà per la prosperitat econòmica i cultural del regne.

## Biografia

### Joventut
Bela era el segon fill del rei Geza II d'Hongria i la seva esposa Eufrosina de Kíev. El seu pare li va concedir els ducats de Croàcia i Dalmàcia, que li foren confirmats pel seu germà gran Esteve III un cop heretà el tron, després de la mort de Geza el 31 de maig de 1162.
L'Imperi Romà d'Orient va interferir a la successió d'Esteve III donant suport a l'elecció dels candidats rivals Ladislau II i Esteve IV. L'any 1164 l'emperador romà d'Orient Manuel I Comnè i el seu germà Esteve III van signar un tractat de pau per posar fi als enfrontaments, i un dels termes de l'acord era que Bela havia de ser enviat a Constantinoble per ser educat a la cort imperial. Manuel Comnè no tenia fills mascles, i pretenia que Bela es casés amb la seva filla Maria Comnena per seguir la seva línia. Béla rebé un nom grec, Aleix, i es creà el nou càrrec de dèspota (despotes) per a ell que tan sols estava per sota de l'emperador.
Els anys 1164 i 1165 Béla va acompanyar l'emperador Manuel en campanyes contra Hongria, per conquerir l'«herència paterna» de Bela (els ducats de Croàcia i Dalmàcia).
Però quan Manuel i la seva segona esposa Maria d'Antioquia tingueren un fill, Béla va perdre la seva rellevància. El prometatge de Bela amb Maria va ser cancel·lat, i en lloc d'aquesta unió Manuel el va prometre amb la seva cunyada Agnès d'Antioquia. També se li va retirar el títol i fou nomenat cèsar, de rang inferior.

### Retorn a Hongria
El 4 de març de 1172 el seu germà Béla va morir sense deixar descendència. Tot i que la corona li corresponia, una part important de l'aristocràcia hongaresa (liderada per la seva pròpia mare) i l'influent arquebisbe d'Esztergom preferia que el tron passés al seu germà petit Geza.
Béla va arribar a un acord amb l'emperador Manuel, que li proporcionà una important suma de diners a canvi del compromís que mai atacaria l'Imperi Romà d'Orient durant el regnat de l'emperador o el del seu fill. També va pactar amb el Papa Alexandre III que l'arquebisbe de Kalocsa el coronés. Amb el suport de l'Imperi Romà d'Orient i la Santa Seu, Béla fou coronat el 13 de gener de 1173.

### Regnat
L'any 1180, a la mort de l'emperador Manuel, Béla va incomplir els termes de l'acord i va atacar l'Imperi Romà d'Orient per recuperar els seus ducats de Croàcia i Dalmàcia. El mateix any, la ciutat de Zadar va declarar-se independent de Venècia i es posà sota la seva protecció. L'any 1184, Béla va conquerir als romans d'Orient Belgrad, Braničevo i la vall del riu Morava.
L'any 1185 Béla va fer les paus amb el nou emperador romà d'Orient, Isaac II Àngel. Com a part del tractat, Isaac esposà la filla de Bela, Margarida, i rebé els territoris de la vall del Morava com a dot.
El 1189 va rebre l'emperador del Sacre Imperi, Frederic I Barba-roja, que es dirigia a la croada a Terra Santa. Quan aquest discutí amb l'emperador romà d'Orient, Isaac va mitjançar entre tots dos. Abans de morir, Bela prengué jurament de participar ell també a la croada.

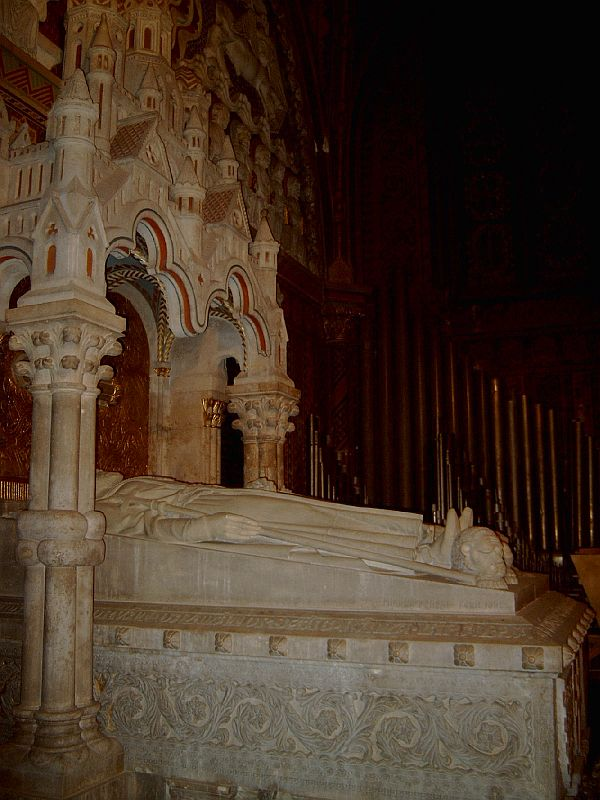
Tomba de Bela i Agnès, a l'església de Maties de Budapest

## Llegat
Béla fou un monarca poderós, i la seva cort era considerada una de les més refinades d'Europa. Va reformar l'administració del regne i va ordenar que totes les decisions reials fossin posades per escrit. A aquests efectes, fou fundada la cancelleria reial hongaresa.
Sota el seu regnat, Hongria visqué una època d'esplendor econòmica sense precedents. Un inventari dels ingressos eclesiàstics i reials de l'època indica que disposava de 23.000 quilos de plata anual. El rei francès contemporani, Felip August, en recaptava 17.000 quilos l'any.
A finals del segle xix les seves restes foren descobertes per un equip d'arqueòlegs a la catedral Székesfehérvár, on els monarques arpads eren coronats i enterrats. La identificació fou senzilla, ja que les fonts contemporànies coincidien a documentar l'extraordinària alçada de Bela. Segons les anàlisis fetes a les restes, hauria mesurat més de dos metres; una alçada que a l'època era del tot inusual. Les restes foren traslladades a l'església de Mathias a Budapest, on foren enterrades amb les de la seva primera esposa, Agnès.

## Família

### Avantpassats

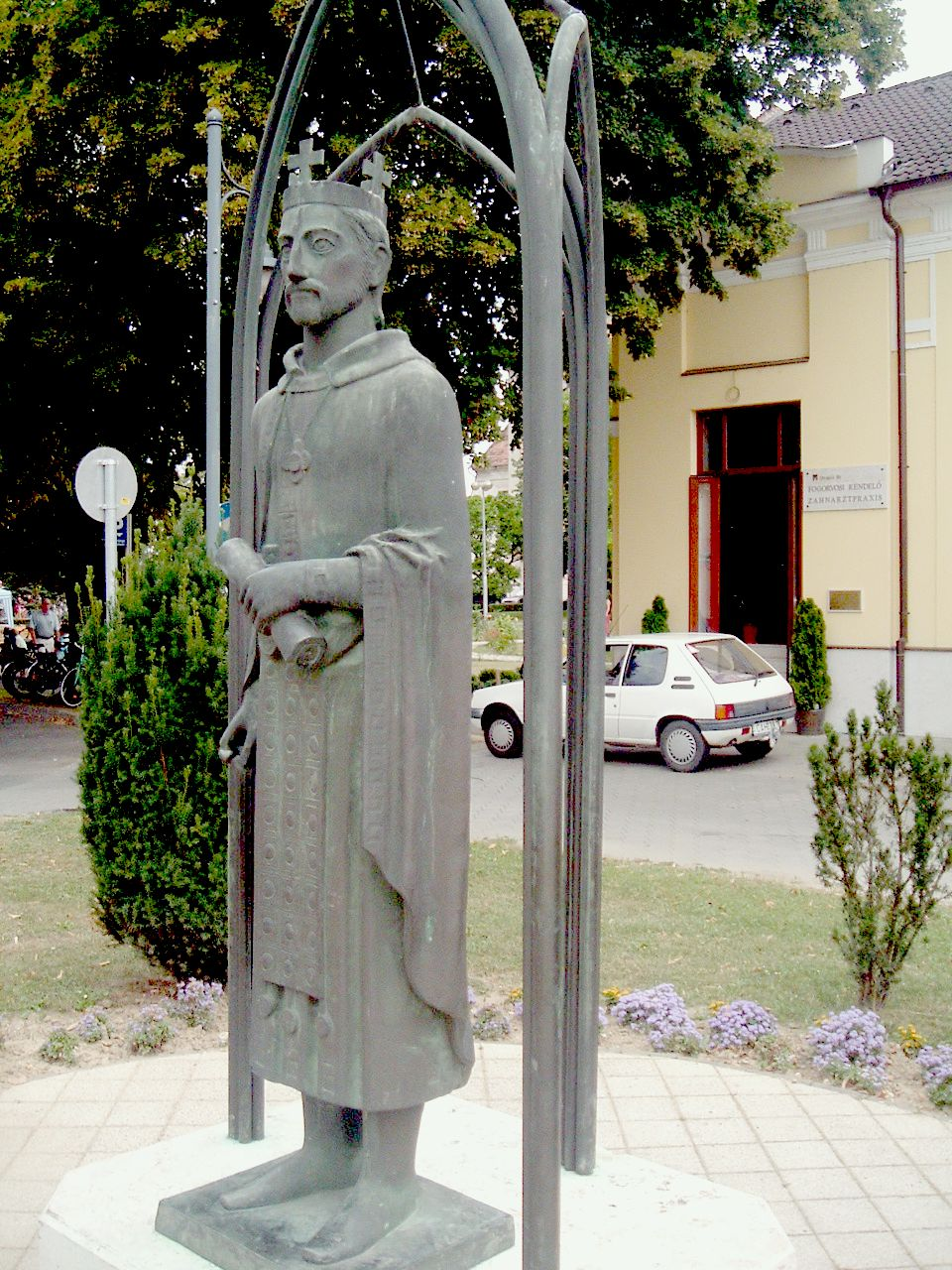
Estàtua de Bela a Sztgotthárd

|  |                                        |  |  |  |  |  |  |  |  |  |  |  |  |  |  |  |
|  | 16. Geza I d'Hongria                   |  |  |  |  |  |  |  |  |  |  |  |  |  |  |  |
|  |                                        |  |  |  |  |  |  |  |  |  |  |  |  |  |  |  |
|  |                                        |  |  |  |  |  |  |  |  |  |  |  |  |  |  |  |
|  | 8. Duc Álmos                           |  |  |  |  |  |  |  |  |  |  |  |  |  |  |  |
|  |                                        |  |  |  |  |  |  |  |  |  |  |  |  |  |  |  |
|  |                                        |  |  |  |  |  |  |  |  |  |  |  |  |  |  |  |
|  | 17. Sofia                              |  |  |  |  |  |  |  |  |  |  |  |  |  |  |  |
|  |                                        |  |  |  |  |  |  |  |  |  |  |  |  |  |  |  |
|  |                                        |  |  |  |  |  |  |  |  |  |  |  |  |  |  |  |
|  | 4. Bela I d'Hongria                    |  |  |  |  |  |  |  |  |  |  |  |  |  |  |  |
|  |                                        |  |  |  |  |  |  |  |  |  |  |  |  |  |  |  |
|  |                                        |  |  |  |  |  |  |  |  |  |  |  |  |  |  |  |
|  | 18. Gran Príncep Sviatopolk II de Kíev |  |  |  |  |  |  |  |  |  |  |  |  |  |  |  |
|  |                                        |  |  |  |  |  |  |  |  |  |  |  |  |  |  |  |
|  |                                        |  |  |  |  |  |  |  |  |  |  |  |  |  |  |  |
|  | 9. Predslava de Kíev                   |  |  |  |  |  |  |  |  |  |  |  |  |  |  |  |
|  |                                        |  |  |  |  |  |  |  |  |  |  |  |  |  |  |  |
|  |                                        |  |  |  |  |  |  |  |  |  |  |  |  |  |  |  |
|  | 2. Geza II d'Hongria                   |  |  |  |  |  |  |  |  |  |  |  |  |  |  |  |
|  |                                        |  |  |  |  |  |  |  |  |  |  |  |  |  |  |  |
|  |                                        |  |  |  |  |  |  |  |  |  |  |  |  |  |  |  |
|  | 10. Uroš I de Raška                    |  |  |  |  |  |  |  |  |  |  |  |  |  |  |  |
|  |                                        |  |  |  |  |  |  |  |  |  |  |  |  |  |  |  |
|  |                                        |  |  |  |  |  |  |  |  |  |  |  |  |  |  |  |
|  | 5. Helena de Raška                     |  |  |  |  |  |  |  |  |  |  |  |  |  |  |  |
|  |                                        |  |  |  |  |  |  |  |  |  |  |  |  |  |  |  |
|  |                                        |  |  |  |  |  |  |  |  |  |  |  |  |  |  |  |
|  | 1. Bela III d'Hongria                  |  |  |  |  |  |  |  |  |  |  |  |  |  |  |  |
|  |                                        |  |  |  |  |  |  |  |  |  |  |  |  |  |  |  |
|  |                                        |  |  |  |  |  |  |  |  |  |  |  |  |  |  |  |
|  | 12. Vladimir II Monomakh               |  |  |  |  |  |  |  |  |  |  |  |  |  |  |  |
|  |                                        |  |  |  |  |  |  |  |  |  |  |  |  |  |  |  |
|  |                                        |  |  |  |  |  |  |  |  |  |  |  |  |  |  |  |
|  | 6. Mstislav I de Kíev                  |  |  |  |  |  |  |  |  |  |  |  |  |  |  |  |
|  |                                        |  |  |  |  |  |  |  |  |  |  |  |  |  |  |  |
|  |                                        |  |  |  |  |  |  |  |  |  |  |  |  |  |  |  |
|  | 3. Eufrosina de Kíev                   |  |  |  |  |  |  |  |  |  |  |  |  |  |  |  |
|  |                                        |  |  |  |  |  |  |  |  |  |  |  |  |  |  |  |
|  |                                        |  |  |  |  |  |  |  |  |  |  |  |  |  |  |  |
|  | 7. Liubava Dmitrievna                  |  |  |  |  |  |  |  |  |  |  |  |  |  |  |  |
|  |                                        |  |  |  |  |  |  |  |  |  |  |  |  |  |  |  |
|  |                                        |  |  |  |  |  |  |  |  |  |  |  |  |  |  |  |

### Núpcies i descendents
Bela es casà vers l'any 1170 amb Agnès d'Antioquia (1154-vers 1184), filla del cavaller Reinald de Châtillon i Constança d'Antioquia.
- Emeric (1174-1204), futur rei Emeric d'Hongria.
- Margarida (1175-després de 1223), futura esposa de l'emperador Isaac II Àngel, del rei Bonifaci I de Tessalònica i de Nicolau de Saint-Omer.
- Andreu (vers 1177-1235), futur rei Andreu II d'Hongria.
- Constança (vers 1180-1240), futura esposa del rei Ottokar I de Bohèmia.

En segones núpcies, l'any 1185 o 1186, Bela es casà amb Margarida de França (1158-1197), filla del rei Lluís VII de França i la seva segona esposa Constança de Castella i de Barcelona. No tingueren descendència.